# Хардинг (город, Миннесота)
Хардинг (англ. Harding) — город в округе Моррисон, штат Миннесота, США. На площади 8,5 км² (8,5 км² — суша, водоёмов нет), согласно переписи 2002 года, проживают 105 человек. Плотность населения составляет 12,4 чел./км².
- FIPS-код города — 27-27098[1]
- GNIS-идентификатор — 0644659[2]